# Laundi
Laundi è una suddivisione dell'India, classificata come nagar panchayat, di 20.186 abitanti, situata nel distretto di Chhatarpur, nello stato federato del Madhya Pradesh. In base al numero di abitanti la città rientra nella classe III (da 20.000 a 49.999 persone).

## Geografia fisica
La città è situata a 25° 09' 58 N e 80° 00' 34 E.

## Società

### Evoluzione demografica
Al censimento del 2001 la popolazione di Laundi assommava a 20.186 persone, delle quali 10.988 maschi e 9.198 femmine. I bambini di età inferiore o uguale ai sei anni assommavano a 3.193, dei quali 1.706 maschi e 1.487 femmine. Infine, coloro che erano in grado di saper almeno leggere e scrivere erano 12.359, dei quali 7.619 maschi e 4.740 femmine.